# Олюторский залив
Олю́торский зали́в — залив Берингова моря на северо-восточном побережье Камчатки. Первое название — Пахачинская губа (по названию реки Пахача).
Первые сведения о заливе были получены в 1728 году в ходе Первой Камчатской экспедиции Витуса Беринга на боте «Св. Гавриил». Детальное описание залива в 1885 году сделал Фридольф Гек со шхуны «Сибирь».
Залив относится к территории Олюторского района Камчатского края России. Населённые пункты на побережье — Пахачи и Апука.
Расположен между полуостровами Олюторский и Говена. Открыт к югу, вдаётся в материк на 83 км. Ширина залива у входа 228 км, глубина до 1000 м (в южной части).
В залив впадают многочисленные реки и ручьи: Пахача, Апука, Аничкланваям, Нымлинваям, Имка, Кавача, Ягытываям и др.
На побережье находятся мысы Говена, Вравр, Тавухин, Грозный, Крещёный Огнём, Сигнальный, Останцы, Лагунный, Серый, Анана, Нимивиткин (Крина), Олюторский. Западная часть берега залива высокая и образуется Пылгинским хребтом (высота до 1357 м), на побережье находятся лагуны Тинтикун, Средняя, Каукт, бухты Лаврова, Сомнения, Южная Глубокая. Восточная часть побережья сравнительно низменная, здесь находятся лагуны Кавача и Анана, лиманы Эвекун и Пахачинский.
С декабря по май у берегов залива формируется припай. Приливы величиной от 0,3 до 1,9 м, полусуточные.
В акватории залива осуществляется промышленный лов сельди. Олюторская сельдь пользуется большим успехом на рынке.